# Jawa (motocicletas)

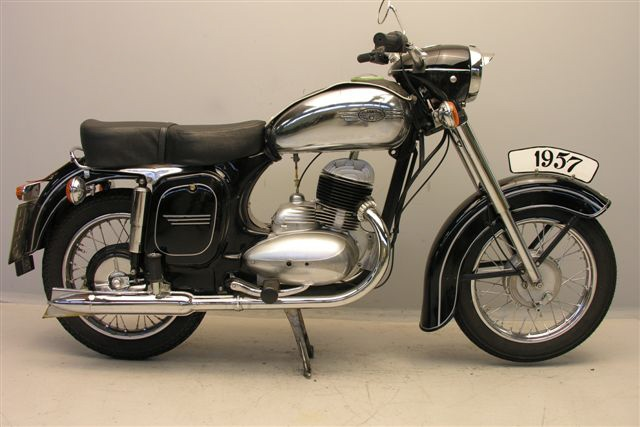
Una Jawa 353 de 250 cm3 (1958)

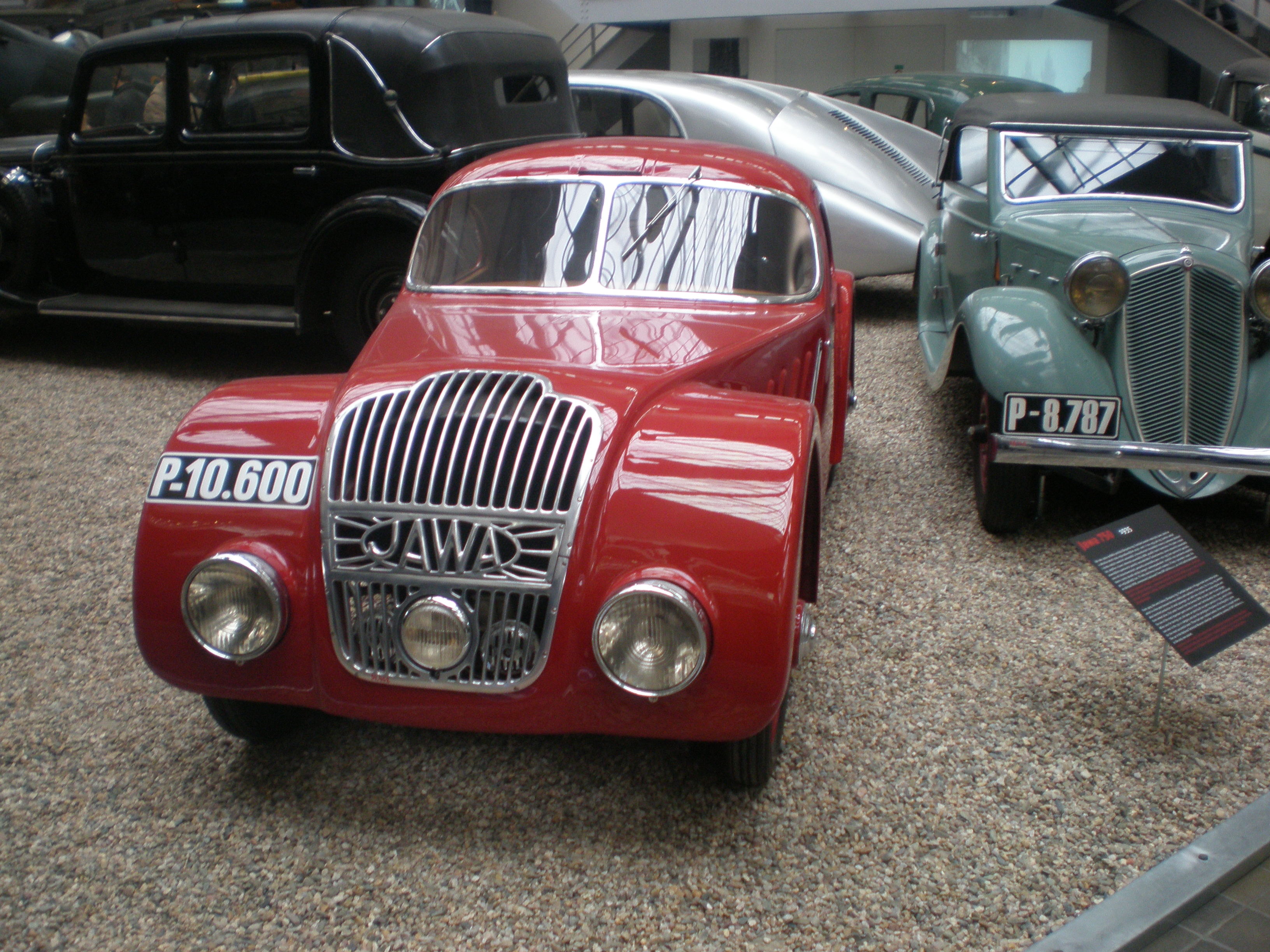
Janeček recurrió brevemente al diseño de automóviles: el Jawa 750 (1935) era un modelo de tracción delantera con un motor bicilíndrico de doble pistón, que impulsaba un bastidor producido por el fabricante alemán DKW

Jawa es una marca de motocicletas checoslovaca creada en 1929. Su nombre proviene de la fusión del taller mecánico Janeček (llamado así por su fundador, el ingeniero František Janeček) con la división de motocicletas de la compañía Wanderer.
Bajo el régimen comunista, la producción se fusionó con la de la fábrica Česká Zbrojovka (CZ) de la localidad de Strakonice. Las dos empresas originalmente eran muy distintas, pero sus caminos han seguido desde entonces un destino común. Jawa se especializaría en las motos bicilíndricas de gama más alta, mientras que CZ produciría modelos monocilíndricos.

## Historia
Fue en 1919 cuando la fábrica de armas Česká Zbrojovka, establecida en Pilsen y más tarde en Strakonice, comenzó su actividad. Se diversificó rápidamente, y a partir de 1920 comenzó a producir bicicletas y a continuación motores adaptables para sus bicicletas.
La primera motocicleta CZ, con un motor de 60 cm3 situado en el cubo de la rueda delantera, apareció en 1930. El primer gran éxito de la compañía data de 1932, con una moto cuyo motor ya estaba colocado en el cuadro. La primera motocicleta moderna apareció rápidamente, y en 1935 se lanzó un modelo con un motor de dos tiempos de 150 cm3, seguido de la versión de 175 cm3 con el doble escape que caracterizó a las CZ hasta 1966.
En 1937 CZ comenzó a producir una motocicleta de gran cilindrada para la época, una bicilíndrica de dos tiempos de 500 cm3.
František Janeček, un brillante ingeniero que dirigía una pequeña fábrica de armas con pocos puntos de venta, vio la necesidad de diversificar el negocio en 1928. Después de considerar varias soluciones, se decidió por la fabricación de motocicletas, con la construcción bajo licencia de la Wanderer 500 de origen alemán. La operación se convertiría en un fracaso comercial, pero al año siguiente se creó Jawa, fruto de la asociación de JAneček y WAnderer.
En 1932, la fábrica pasó a producir motocicletas de menor cilindrada, equipadas con un motor Villiers de 175 cm3 de origen inglés, que fueron un gran éxito. Se amplió la gama de motorizaciones, que abarcaba desde los 98 cm3 de dos tiempos hasta los 350 cm3 de cuatro tiempos.
Alemania invadió Checoslovaquia en 1939, pero se pudieron llevar en secreto los estudios para fabricar un motor de dos tiempos y 250 cm³. Janecek nunca lo vería entrar en producción, ya que murió en 1941.
Las industrias checas fueron nacionalizadas en 1948, siendo fusionadas las redes de ventas de CZ y de Jawa. Es entonces cuando la producción de pequeña cilindrada se transfirió a CZ y las de gran cilindrada, desde 250 cm3, se le asignó a Jawa, que pudo empezar a producir inmediatamente su motor bicilíndrico de dos tiempos, que permanecerá en producción sin cambios durante muchos años, con tan solo algunas pequeñas mejoras.
Ambas empresas habían tratado de diversificar su producción. Así, CZ comenzó a producir a partir de 1940 el scooter Čezeta, originalmente equipado con un motor de dos tiempos de 98 cm3 que aumentará a 125 cm3 después de la guerra, y hasta 175 cm3 en 1957. Con un bastidor autoportante, la Čezeta nunca tuvo éxito, en parte debido a su estética considerada austera, pero sobre todo debido a su peso excesivo. 

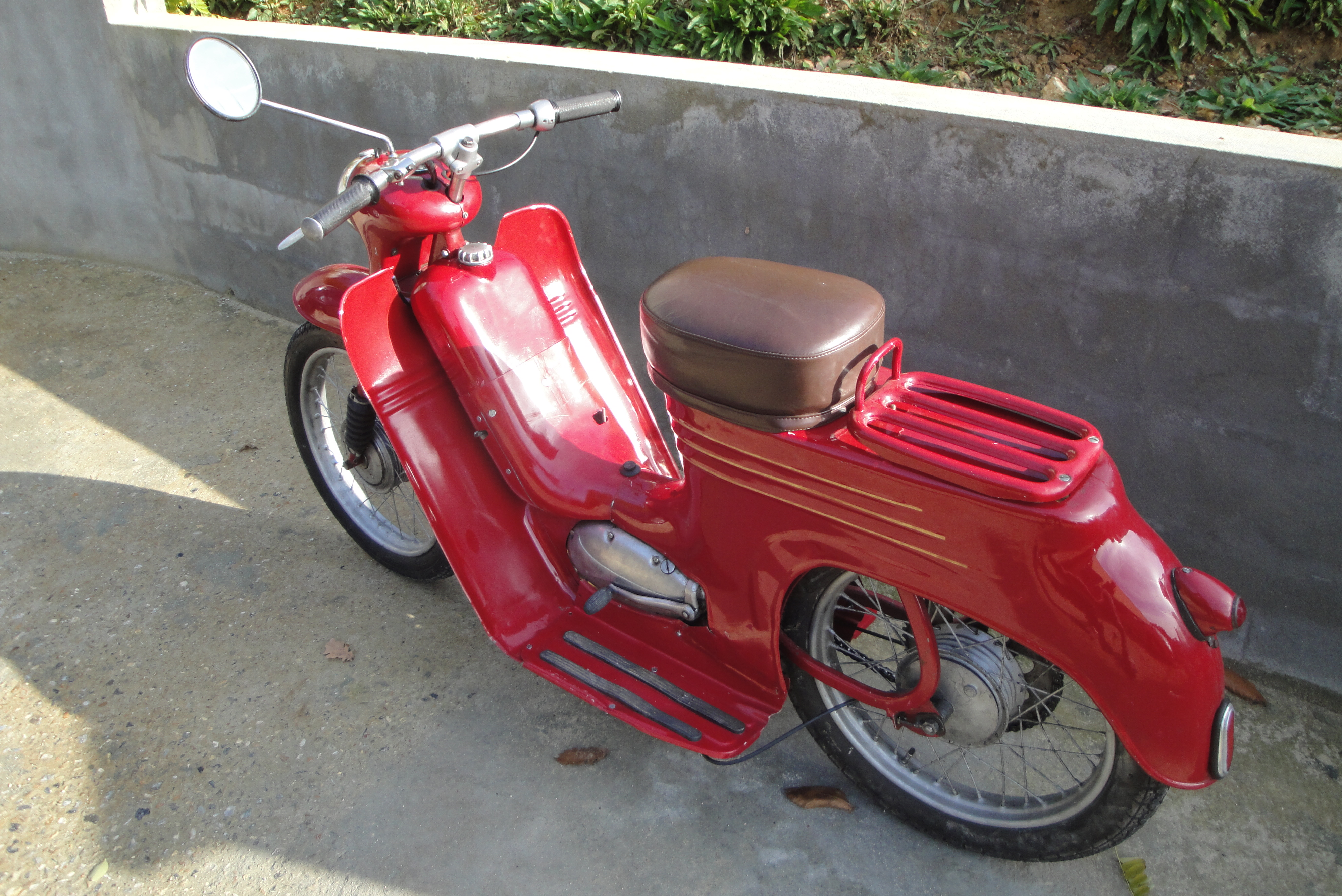
Jawa 50/555 Pionyr de 1958, versión Deluxe con protectores de piernas

En 1954 se inició una gama de ciclomotores de 50 cm3 con el Jawa Pionýr 50 (tipo 550), un modelo innovador para la época, equipado con un motor de 2 tiempos, una caja de cambios de tres velocidades y una novedosa suspensión en la que la horquilla trasera estaba suspendida con un solo muelle. El Jawa 50 se modernizó en 1958 con el Jawa tipo 555 (con un carenado más completo), y luego en 1962 con el Jawa 05, Jawa 20, y el Jawa 21 Sport; con el Jawa 23 Mustang lanzado en 1967. Estos modelos de pequeño cubicaje se hicieron muy populares porque eran baratos y muy versátiles. Como era difícil comprar un automóvil durante el régimen comunista, el Jawa 50 tuvo mucho éxito entre las poblaciones de Checoslovaquia, Polonia y Hungría. Estos ciclomotores también se exportaron a Europa occidental y a los Estados Unidos. La producción del Jawa 50 continuará hasta principios de la década de 1970.
En 1958 se lanzó el ciclomotor Jawetta, también equipado con un motor horizontal de 50 cm3, que estaba disponible en muchas versiones, incluyendo modelos deportivos. Dados los numerosos competidores en el mercado de este tipo de motos, la Jawetta se distribuyó muy poco en Europa occidental.
El producto más famoso (y ampliamente exportado a Occidente) fue la motocicleta con motor bicilíndrico de dos tiempos de 350 cc de la marca Jawa. Los primeros modelos incluían cubiertas envolventes alrededor del carburador y una caja de cadena secundaria impermeable, lo que la convertía en una motocicleta muy limpia, libre de salpicaduras de aceite. En los años 1970, la máquina evolucionó tanto estéticamente (con unas líneas más cuadradas) como técnicamente, al adoptar una lubricación separada (con una bomba de origen japonés Mikuni). Llamada "Californian 4", esta versión un poco menos "utilitaria", aunque sin estar a la altura de las producciones japonesas, pero con un estilo más potente y atractivo, se vendió bastante bien, en particular a los aficionados a hacer muchos kilómetros. Los motociclistas franceses de aquella época solían decir "la Jawa no es rápida... pero la Jawa llega lejos". Una singularidad de esta motocicleta era la aparente ausencia de la palanca de arranque. En realidad, el pedal del cambio podía colocarse verticalmente (presionándolo axialmente) para arrancar el motor (con la pierna izquierda, en principio menos fuerte), y luego regresaba a su posición horizontal, dejando automáticamente el motor en punto muerto.
|  |  |  |

|  |  |  |

Una monocilíndrica de 125 cm³, también disponible en una versión de 175 cm³, vendida bajo la marca CZ tenía las mismas características (gran resistencia, lubricación separada, cambio/arranque por patada), y también hizo una carrera comercial honorable al oeste del "Telón de acero", gracias en particular a un precio excelente, un 40% más bajo que las motocicletas japonesas de la misma cilindrada.
A partir de 2007, Jawa comenzó a fabricar una motocicleta de 250 cc llamada Jawa 250 Travel, "Tipo 597", equipada con un motor bicilíndrico paralelo (vertical) de 4 tiempos con árbol de levas en cabeza que rinde una potencia de 13 kW. Esta moto cumple con los estándares Euro 3 y está equipada con un freno de disco de 320 mm en la parte delantera con una pinza de 2 pistones, más que suficiente para detener los 144 kg de esta liviana máquina.

## Competición
Aunque muy convencionales cuando se trata de modelos de carretera, Jawa y CZ tienen un notable historial en las competiciones.

### Motos de velocidad

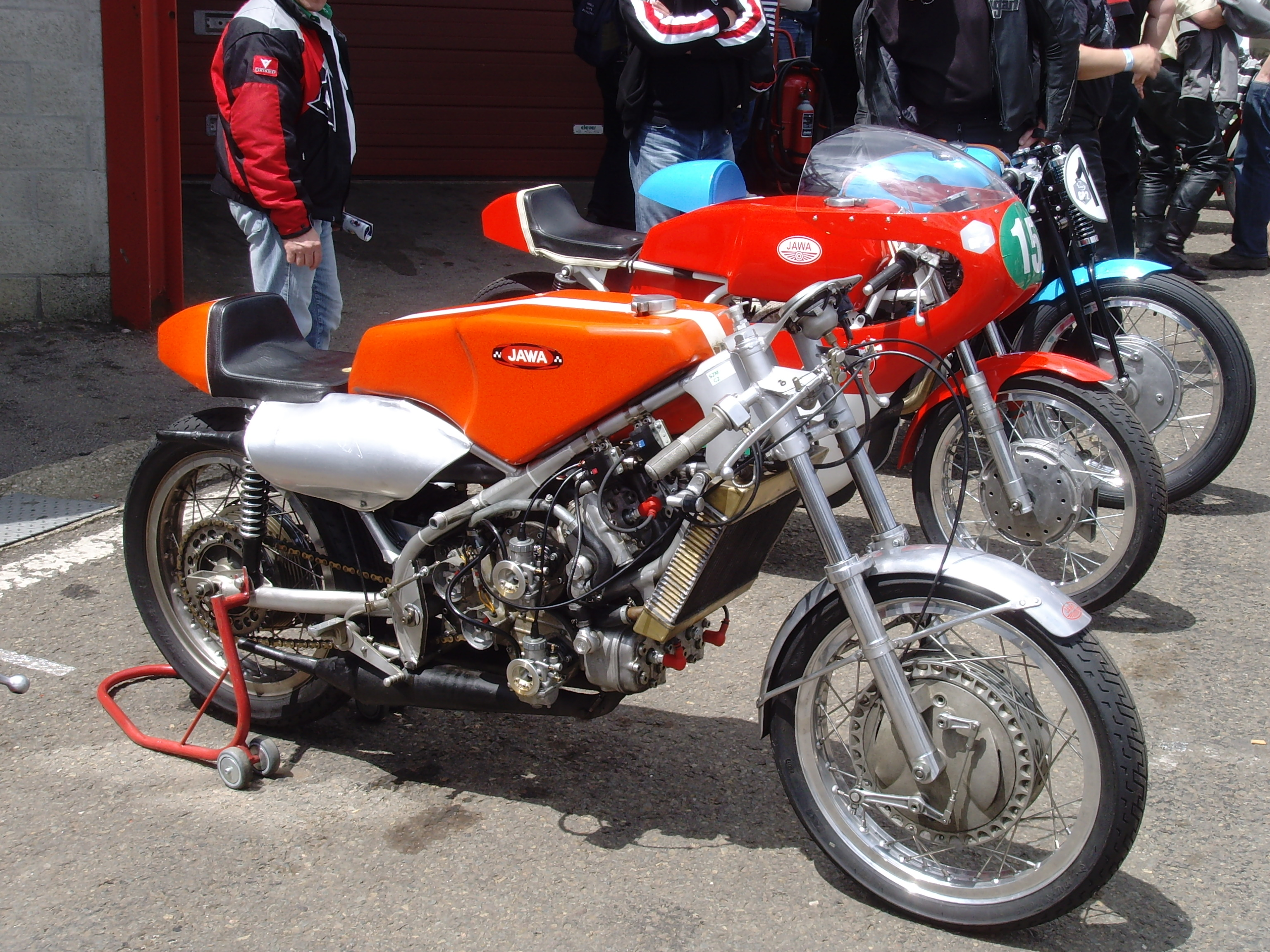
Jawa 350 cm3 V4 tipo 673 de 1969

Jawa brilló particularmente en las carreras de velocidad. Sus primeros resultados se registraron en la Bol D'or con una bicilíndrica de 350 cm3 de dos tiempos derivada de las motocicletas de carretera, que obtuvo la victoria en su clase desde 1949 a 1953, y triunfó en la clasificación general en 1955 ante las Norton Manx. Jawa se ganó una gran reputación como una marca muy competitiva, especialmente con la Jawa Z15 DOHC de cuatro tiempos entre 1955 y 1968.
A finales de la década de 1960, la fábrica realizó pruebas de velocidad con una gama de motores de dos tiempos más potentes, primero de un solo cilindro, luego de dos cilindros y de cuatro cilindros. Los monocilíndricos 350 GP de dos tiempos se derivaron de motocicletas todoterreno y eran conocidos por su falta de suavidad y su tendencia a bloquearse. La fábrica continuó produciéndolos después del lanzamiento de los motores multicilíndricos, cosechando victorias de importancia como los cuatro triunfos de Michel Hervé en la Bol d'Or porque tenían una relación peso/potencia muy competitiva (50 caballos por 90 kg ).
En 1966 se puso en marcha una moto de Grand Prix de 125 cc, la tipo 670, equipada con un motor bicilíndrico en "V" horizontal de dos tiempos refrigerado por aire, que rendía una significativa potencia de 27 CV a 14.000 rpm con un peso de tan solo 83 kg. Más adelante, en 1968, apareció la formidable y demasiado vanguardista Jawa 350 V4 tipo 673 pilotada por los campeones Jack Findlay, Silvio Grassetti y "Little Bill" Ivy (que encontraría la muerte pilotando una de estas motos en julio de 1969). La compañía CZ había desarrollado en paralelo un 350 V4 de cuatro tiempos, el CZ V4 tipo 860, que nunca llegó a Europa Occidental.

### Motocross
En 1960 comenzó la aventura del motocross, con las motos de 250 cc de dos tiempos y dos escapes, apodadas "bitubo". Después de un comienzo moderado, los pilotos checos Valek y Zemen se unirán al joven prodigio belga, Joël Robert, quien ganó el Campeonato Mundial de Motocross en 1964, que será seguido por un segundo título en 1965 con el ruso Arbekov como piloto.
En 1964, se derivarán motores de 360 cm3 a partir de los de 250 cm3 para abordar la categoría reina. Un dos tiempos que se oponía a los grandes monocilíndricos ingleses, derrotándolos, fue una verdadera revolución, e inmediatamente sembró el pánico en las filas de los pesados motores de cuatro tiempos. En 1965, Paul Friedrichs y Rolf Tibblin, equipados con las 360, obtuvieron el 2.º y el 3.º puesto en el campeonato del mundo, detrás de la BSA de Jeff Smith. Será la última vez, en mucho tiempo, que un motor de cuatro tiempos subirá al escalón más alto del podio. A partir de 1966, esta "bitubo" será reemplazada por un modelo más clásico, con un solo tubo de escape, con la reputación de ser menos equilibrada pero más ligera que su predecesora, dominará su categoría por dos años más. 

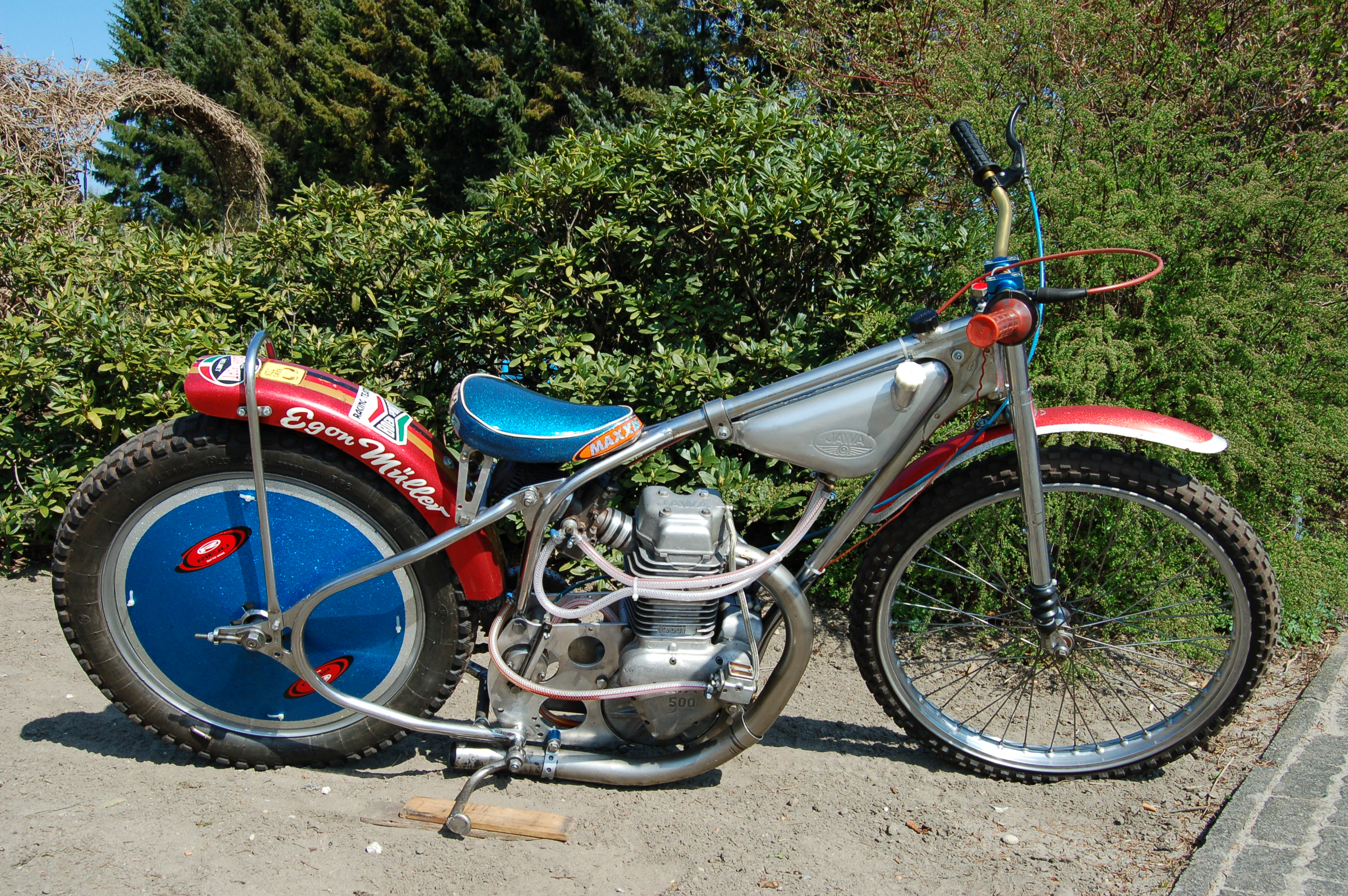
Una máquina de 500 cm3 Jawa Speedway

### Otras disciplinas
En 500 cm3 y cilindradas superiores, los motores de Jawa con un único árbol de levas alimentados con metanol marcaron con su impronta en las pistas de speedway, las carreras sobre hierba, o las pruebas de motocicletas sobre hielo, con una arquitectura casi invariable desde su origen hasta nuestros días, donde se siguen produciendo.

## Automóviles
En 1934, Jawa presentó su primer automóvil, el Jawa 700, basado en el DKW F2. La producción alcanzó un total de tan solo 1002 vehículos. Del deportivo especial Jawa 750 se construyeron tan solo en seis unidades para la carrera checoslovaca de las 1000 millas entre 1933 y 1935, convertido en una leyenda en la historia local de los deportes del motor. En 1937, se introdujo el Jawa 600 minor, que reemplazó al JAWA 700. La producción continuó en cantidades limitadas durante la Segunda Guerra Mundial, y algunos ejemplares se ensamblaron en el período inmediato de la posguerra. Se produjeron más de 14.000 de estos vehículos y más de la mitad se exportaron. El sucesor fue el modelo Aero Minor, que sin embargo fue fabricado por Aero y no por Jawa, de 1946 a 1952.
|  |  |  |

## JAWA en la India
Las motocicletas Jawa se introdujeron en la India en la década de 1950 y mantienen su popularidad desde entonces. La producción fue realizada directamente en India por Ideal Jawa India Ltd con base en Mysore a partir de principios de los años 1960. Los modelos fabricados localmente siempre tenían la letra O dentro del emblema Jawa. Los modelos JAWA 353/04, especialmente las que tienen acolchado en el tanque de combustible y sistemas de encendido en el tanque de combustible ahora son artículos de colección. La compañía dejó de producir en 1996.
En octubre de 2016, Mahindra & Mahindra Limited, a través de su subsidiaria Classic Legends Private Limited (CLPL), firmó un acuerdo de licencia para lanzar motocicletas bajo la marca JAWA en India y algunos otros países del este asiático. El 15 de noviembre de 2018, las Classic Legends lanzaron tres motocicletas en India: Jawa 300, Jawa 42 y Jawa Perak. Se fabrican en Pithampur.

## Tras la disgregación de Checoslovaquia
Tras la disolución de Checoslovaquia y el desmantelamiento del bloque comunista, las motocicletas de consumo Jawa y las motos de competición Speedway se dividieron en compañías separadas. En los años 1990, las motocicletas JAWA de Speedway tuvieron éxito, mientras que la compañía Jawa tuvo problemas. A partir de 2006, JAWA produjo principalmente motos similares a las Honda de 250 cc, 125 cc y 50 cc y una moto de gran cilindrada con un motor de 650 cc Rotax (este motor también se puede encontrar en la BMW F650 single).
Su modelo más vendido ha sido la icónica Jawa 350 de dos tiempos, que prácticamente no ha cambiado mecánicamente desde la década de 1970 pero que es muy fiable, y que actualmente se vende con éxito principalmente a los países de América Latina.
El modelo con motor Rotax de 650 cc se fabrica en tres versiones diferentes. La JAWA 650 classic es una moto de estilo retro con proporciones clásicas. La JAWA 650 Style está dirigida al tráfico urbano, y finalmente, la JAWA 650 Dakar es una moto de enduro de gran tamaño similar a la Honda XL Transalp.
Los modelos de la gama de 2021 vendidos por la compañía JAWA son: la Jawa 350/640  con motor de dos tiempos (Style/Retro/Military); y con motor de cuatro tiempos la Jawa 350 OHC (que cumple con los estándares EURO IV). Entre 2011 y 2017 Jawa 660 Sportard/Vintage. Desde 2020, ha habido una producción con licencia del Jawa RVM 500 en Argentina.